# Сверхъестественное (14-й сезон)
Четырнадцатый сезон американского мистического телесериала «Сверхъестественное», созданного Эриком Крипке, премьера которого состоялась на канале The CW 11 октября 2018 года, а заключительная серия вышла 25 апреля 2019 года, состоит из 20 серий.
Сериал повествует о двух братьях — охотниках за нечистью, которые путешествуют по Соединённым Штатам Америки на чёрной Chevrolet Impala 1967 года, расследуя паранормальные явления, многие из которых основаны на городских легендах и фольклоре, а также сражаются с порождениями зла: демонами, призраками и другой нечистью.

## В ролях

### Главные актёры
- Джаред Падалеки — Сэм Винчестер, альтернативный Сэм и Джастин Смит;
- Дженсен Эклс — Дин Винчестер и Михаил*;
- Марк Пеллегрино — Ник и проекция подсознания;
- Александр Кэлверт — Джек Клайн;
- Миша Коллинз — Кастиэль.

### Приглашенные актёры
- Дин Армстронг — Кип;
- Брианна Бакмастер — шериф Донна Ханскам;
- Роб Бенедикт — Чак Ширли / Бог;
- Лиза Берри — Билли / Смерть;
- Джим Бивер — Бобби Сингер*;
- Дмиртий Вантис — шаман Сергей;
- Ядира Гевара-Прип — Кайя Ньевес**;
- Кори Грютер-Эндрю — Элиот;
- Трейси Динвидди — Памела Барнс;
- Фелиция Дэй — Чарли Брэдбери*;
- Вероника Картрайт — Лили Сандер;
- Рут Коннелл — Ровена Маклауд и Михаил*;
- Ди Джей Куоллс — Гарт Фитцджеральд IV;
- Нельсон Лейс — Джефф и Абраксас;
- Зэния Маршалл — Стейси;
- Джеффри Дин Морган — Джон Винчестер;
- Крис Ноуленд — Джон Уэйн Гейси;
- Аарон Пол Стюарт — Дирк Уинчелл;
- Скайлар Рэдзион — Макс;
- Ким Родс — шериф Джоди Миллс;
- Саманта Смит — Мэри Винчестер;
- Эрика Серра — Дума и Тень (Пустота);
- Аманда Таппинг — Наоми;
- Фелиша Террелл — Михаил*;
- Шанае Томасевич — Констанс Уэлч;
- Кортни Форд — Келли Клайн;
- Курт Фуллер — Захария;
- Дэвид Хайдн-Джонс — Артур Кетч;
- Кэтрин Лох Хаггквист — Жюль;
- Джованна Хьюджет — Мэри Уортингтон;
- Кит Шарабайка — Донателло Редфилд;
- Кэтрин Эванс — Mэгги*;
- Дэннил Эклс — сестра Джо / Анаэль;
- Меганн Янг — Лидия Кроуфорд.

* Персонаж из мира Апокалипсиса
** Персонаж из «Плохого места»

## Список эпизодов
| № общий | № в сезоне | Название                                            | Режиссёр           | Автор сценария                                                     | Дата премьеры   | Зрители в США (млн) |
| --- | ---------- | --------------------------------------------------- | ------------------ | ------------------------------------------------------------------ | --------------- | ------------------- |
| 288 | 1          | «Чужак в чужой стране» «Stranger in a Strange Land» | Томас Дж. Райт     | Эндрю Дабб                                                         | 11 октября 2018 | 1,49                |
| Сэм заручается любой поддержкой в попытке отследить Дина, который может быть буквально где угодно. Между тем, Кастиэль попадает в сложную ситуацию после встречи с ненадёжным источником. Лишившийся благодати Джек привыкает к жизни как человек, осваивает новые навыки и выясняет, как он вписывается в мир охотников.                                                                               |            |                                                     |                    |                                                                    |                 |                     |
| 289 | 2          | «Боги и монстры» «Gods and Monsters»                | Ричард Спейт-мл.   | Брэд Бакнер и Евгения Росс-Леминг                                  | 18 октября 2018 | 1,53                |
| Сэм находит местонахождение Дина, после чего он, Мэри и Бобби незамедлительно отправляются на поиски. Кастиэль даёт мудрый совет Джеку, что отправило его искать семейную связь. Ник вспоминает о том, что стало причиной, по которой он сказал Люциферу «да», и его охватывает жажда справедливости.                                                                                                   |            |                                                     |                    |                                                                    |                 |                     |
| 290 | 3          | «Шрам» «The Scar»                                   | Роберт Сингер      | Роберт Беренс                                                      | 25 октября 2018 | 1,39                |
| Всё ещё пытаясь разобраться в том, что случилось с Дином, Сэм заручается поддержкой шерифа Джоди Миллс. Кастиэль продолжает быть образцом отца для Джека. |            |                                                     |                    |                                                                    |                 |                     |
| 291 | 4          | «В идеальном состоянии» «Mint Condition»            | Амин Кадерали      | Дейви Перес                                                        | 1 ноября 2018   | 1,46                |
| Дин продолжает бороться. Между тем, Сэм должен соображать быстро, когда ситуация выходит из-под контроля, и наши герои оказываются в настоящем фильме ужасов. |            |                                                     |                    |                                                                    |                 |                     |
| 292 | 5          | «Логика кошмара» «Nightmare Logic»                  | Даррен Грант       | Мередит Глинн                                                      | 8 ноября 2018   | 1,43                |
| После того, как охота пошла не по плану, Мэгги пропадает. Сэм, Дин, Мэри и Бобби ищут её, но находят собственные худшие кошмары. |            |                                                     |                    |                                                                    |                 |                     |
| 293 | 6          | «Оптимизм» «Optimism»                               | Ричард Спейт-мл.   | Стив Йоки                                                          | 15 ноября 2018  | 1,48                |
| Сэм и Чарли объединяются, чтобы добраться до сути лишь кажущихся случайными исчезновений. Джек считает, что нашёл дело, и убеждает Дина сотрудничать с ним на охоте. |            |                                                     |                    |                                                                    |                 |                     |
| 294 | 7          | «Нечеловеческая сущность» «Unhuman Nature»          | Джон Шоуолтер      | Брэд Бакнер и Евгения Росс-Леминг                                  | 29 ноября 2018  | 1,49                |
| Сэм и Кастиэль разыскивают шамана, который, возможно, сможет помочь Джеку. Ник продолжает идти по тёмному пути, ища ответы на вопросы, связанные со смертью его жены и сына. Джек обращается к Дину за помощью в наслаждении человеческим опытом. |            |                                                     |                    |                                                                    |                 |                     |
| 295 | 8          | «Византия» «Byzantium»                              | Эдуардо Санчес     | Мередит Глинн                                                      | 6 декабря 2018  | 1,53                |
| Когда Сэм и Дин объединяются с неожиданным союзником, результат изменяет течение двух жизней. Тем временем, небеса подвергаются атаке тёмной силы, которая заявляет свои права на умершего нефилима. Возвращение Джека к жизни решит эту проблему, но Пустота требует от Небес отдать ей полу-ангела сейчас. Тогда Кастиэль предлагает себя вместо Джека, и получает согласие, но с коварной отсрочкой. |            |                                                     |                    |                                                                    |                 |                     |
| 296 | 9          | «Копьё» «The Spear»                                 | Амин Кадерали      | Роберт Беренс                                                      | 13 декабря 2018 | 1,43                |
| Сэм и Дин заручаются помощью своего приятеля Гарта, чтобы получить инсайдерскую информацию о планах Михаила. Братья разделились, чтобы каждый отправился за оружием, которое поможет им в борьбе против архангела, но эта битва может стать последней. |            |                                                     |                    |                                                                    |                 |                     |
| 297 | 10         | «Нигилизм» «Nihilism»                               | Аманда Таппинг     | Стив Йоки                                                          | 17 января 2019  | 1,44                |
| Михаил вновь взял Дина под свой контроль, в то время как его армия монстров продолжает наступать. Сэм придумывает план, как добраться до Дина и остановить Михаила, прежде чем кто-то ещё умрёт. |            |                                                     |                    |                                                                    |                 |                     |
| 298 | 11         | «Паршивая овца» «Damaged Goods»                     | Фил Сгриккиа       | Дейви Перес                                                        | 24 января 2019  | 1,44                |
| Заперев Михаила в своей голове, Дин ищет способ обезопасить мир от архангела. Единственным выходом ему видится похоронить себя заживо в магической ловушке. Готовясь к этому поступку, он проводит некоторое время с Мэри и Донной. Ник, наконец, находит ответ, который искал, но демона, убившего его семью, когда-то пленила Мэри Винчестер. Сэму остаётся сделать невообразимый выбор.              |            |                                                     |                    |                                                                    |                 |                     |
| 299 | 12         | «Пророк и потеря» «Prophet and Loss»                | Томас Дж. Райт     | Брэд Бакнер и Евгения Росс-Леминг                                  | 31 января 2019  | 1,40                |
| Сэм и Дин должны выяснить, как остановить кровопролитие, когда Донателло в своём нынешнем состоянии непреднамеренно нарушает порядок будущих пророков. Ник сталкивается лицом к лицу со своим прошлым. |            |                                                     |                    |                                                                    |                 |                     |
| 300 | 13         | «Лебанон» «Lebanon»                                 | Роберт Сингер      | Эндрю Дабб и Мередит Глинн                                         | 7 февраля 2019  | 1,64                |
| Сэм и Дин ищут в оккультных знаниях решение своей последней проблемы, но вместо решения они находят гораздо больше, чем ожидали. |            |                                                     |                    |                                                                    |                 |                     |
| 301 | 14         | «Уроборос» «Ouroboros»                              | Амин Кадерали      | Стив Йоки                                                          | 7 марта 2019    | 1,28                |
| Сэм и Дин заручились помощью Ровены, чтобы выследить полубога, который питается человеческой плотью. Держать Михаила взаперти оказывается куда сложнее, чем казалось. |            |                                                     |                    |                                                                    |                 |                     |
| 302 | 15         | «Душевный покой» «Peace of Mind»                    | Фил Сгриккиа       | Сюжет: Меган Фитцмартин и Стив Йоки Телесценарий: Меган Фитцмартин | 14 марта 2019   | 1,51                |
| Сэм и Кастиэль следуют за делом в живописный, маленький городок в Арканзасе, чтобы выяснить, что на самом деле всё далеко не так идиллически, как кажется. Дин и Джек отправляются в поездку, чтобы навестить старого друга. |            |                                                     |                    |                                                                    |                 |                     |
| 303 | 16         | «Не ходите в лес» «Don't Go In The Woods»           | Джон Фицпатрик     | Дейви Перес и Ник Вот                                              | 21 марта 2019   | 1,46                |
| Сэм и Дин уезжают на охоту, оставив Джека «на хозяйстве», но на самом деле они опасаются брать его с собой, пока нефилим не научится контролировать возвращённую себе силу. Братья оказываются сбиты с толку, когда сталкиваются с монстром, о котором никогда не слышали. Джек прилагает все усилия, чтобы произвести впечатление на новых друзей, своих сверстников, но результат его обескураживает. |            |                                                     |                    |                                                                    |                 |                     |
| 304 | 17         | «Ночные игры» «Game Night»                          | Джон Шоуолтер      | Мередит Глинн                                                      | 4 апреля 2019   | 1,25                |
| Сэм и Дин мчатся, чтобы помочь Донателло, которого захватил Ник. Между тем, Мэри обеспокоена состоянием Джека, а Кастиэль заручается помощью Анаэль, чтобы найти «чудо». |            |                                                     |                    |                                                                    |                 |                     |
| 305 | 18         | «Утрата» «Absence»                                  | Нина Лопес-Коррадо | Роберт Беренс                                                      | 11 апреля 2019  | 1,47                |
| Сэм и Дин обвиняют Кастиэля в том, что он не предупредил их о настораживающих симптомах, проявившихся в поведении Джека. Ник сгорел заживо, Мэри пропала, а Ровена пытается помочь Джеку, который жаждет исправить допущенную чудовищную ошибку. |            |                                                     |                    |                                                                    |                 |                     |
| 306 | 19         | «Чёртик из табакерки» «Jack in the Box»             | Роберт Сингер      | Евгения Росс-Леминг и Брэд Бакнер                                  | 18 апреля 2019  | 1,28                |
| Сэм, Дин и Кастиэль расследуют цепочку подозрительных смертей, в которых есть библейский элемент. Выяснив, что за этим стоит Джек, наивно полагающий, что выполняет волю небес, братья решают запереть его в магической ловушке, которую Дин готовил для себя и Михаила. Думая, что это единственный способ обезопасить мир от Джека, братья идут на подлость и предательство.                          |            |                                                     |                    |                                                                    |                 |                     |
| 307 | 20         | «Мориа» «Moriah»                                    | Фил Сгриккиа       | Эндрю Дабб                                                         | 25 апреля 2019  | 1,30                |
| Джеку претит ложь, царящая в мире, и он приказывает всем говорить только правду. Это порождает такие последствия, что в дело вмешивается сам Бог. Щелчком пальцев он возвращает всё на свои места и даёт братьям «Уравнитель», утверждая, что только этим оружием может быть убит Джек. Однако тот, кто выстрелит, сам получит пулю. Сэм, Дин и Кастиэль брошены в эпическую битву.                     |            |                                                     |                    |                                                                    |                 |                     |